# Định lý Cayley
Trong lý thuyết nhóm, định lý Cayley, được đặt tên để vinh danh Arthur Cayley, khẳng định rằng mọi nhóm G đều đẳng cấu với một nhóm con của một nhóm đối xứng tác động lên G.
Một hoán vị của tập G là bất kỳ hàm song ánh nào từ G vào G. Tập hợp tất cả các hoán vị của G tạo thành một nhóm với phép hợp, được gọi là nhóm đối xứng trên G và được ký hiệu là Sym(G).